# Avaliação de desempenho
Avaliação de desempenho refere-se a um mecanismo ou ferramenta que busca conhecer e medir o desempenho dos indivíduos na organização, estabelecendo uma comparação entre o desempenho esperado e o apresentado por esses indivíduos. Normalmente, é um processo realizado trimestral, semestral ou anualmente por um supervisor, em relação a um subordinado, e que é projetado para ajudar os empregados a entender suas funções, seus objetivos, suas expectativas e o sucesso de seu desempenho. Além disso, fornece à Gestão de recursos humanos informações para tomadas de decisões acerca de salários, bonificações, promoções, demissões, treinamento e planejamento de carreira, proporcionando o crescimento e o desenvolvimento da pessoa avaliada.

## Por que avaliar o desempenho das pessoas?
Avaliação de desempenho como uma estratégia organizacional utilizada pelas organizações para acompanhar o trabalho, os objetivos propostos para os profissionais e fornecer feedback para as pessoas. A avaliação de desempenho é uma ferramenta que permite avaliar e medir como cada funcionário está desempenhando seu papel na empresa e o quanto está correspondendo na função que ocupa.
Toda organização necessita ser avaliada por meio de um sistema para poder, através de um processo de retroalimentação, rever suas estratégias e métodos de trabalho, minimizando os efeitos da tendência à entropia e melhorando suas práticas. Assim ela se recicla, oxigena-se e torna-se capaz de sobreviver em ambientes turbulentos e mutáveis. Por outro lado, todos os colaboradores precisam receber informações como estão fazendo o seu trabalho de forma a poderem fazer as devidas correções, sem as quais não é possível operar uma melhoria do seu desempenho.

## Objetivos
As principais vantagens de utilizar um sistema de avaliação de desempenho nas organizações, podem ser sistematizada de acordo com a observância dos seguintes objetivos: 
- Favorecer a adaptação e familiarização dos indivíduos aos cargos e à organização;
- Identificar o estágio atual e as potencialidades de desenvolvimento profissional de cada empregado dentro de suas atribuições;
- Gerar recursos para a estruturação de projetos de treinamento e desenvolvimento de pessoal;
- Facilitar o levantamento de indicadores de promoção e meritocracia individual de cada colaborador.

## Aplicação da Avaliação de Desempenho
A avaliação de desempenho não deve ser utilizada apenas para os gestores avaliarem os seus colaboradores, é muito importante que os trabalhadores também tenham a oportunidade de avaliarem seus supervisores. Embora a adoção deste tipo de "avaliação em mão dupla" possa causar reações não muito positivas no início (gestores inseguros e subordinados receosos de expressar suas opiniões), os resultados serão bastante satisfatórios para a organização.
Poucas organizações possuem um trabalho sistemático e efetivo nesta área. Dentre elas, a grande parte promove a avaliação em períodos distantes (1 vez por ano). Na realidade, o ideal é que ocorra uma prática avaliativa constante. O ato de avaliar e dar feedback ao avaliado deve ser  uma prática inerente ao dia a dia do relacionamento entre os gerentes e seus subordinados. A adoção dessa prática pode antecipar problemas e resolve-los antes que estes se agravem, além disso as relações internas serão otimizadas dentro do sistema hierárquico.
Em organizações de grande porte, onde há necessidade de uma comparação matemática de desempenho para fins de promoção, faz-se necessária a adoção de instrumentos padronizados de aferição de desempenho, ao menos periodicamente. Quando não for necessário, porém, mais vale flexibilizar-se não só a escolha dos quesitos que devem ser considerados na avaliação como da maneira de aferi-los e graduá-los.
Outra característica desejável para os sistemas de avaliação de desempenho é o foco na missão da empresa. Devem ser valorizados os resultados relacionados à competitividade, à qualidade dos serviços e à manutenção de um adequado relacionamento com o meio ambiente externo. Os parâmetros avaliativos básicos devem estar calcados na estratégia empresarial.
Deve, também, haver clareza e transparência na escolha dos fatores de avaliação. Cada pessoa deve saber exatamente sob que parâmetros será avaliada. O ideal é que exista,inclusive, uma negociação a respeito, com os próprios avaliados participando da definição dos critérios e procedimentos adotados, o que, dentre outros efeitos benéficos, contribuirá para reduzir a resistência à avaliação.

## Avaliadores
O sucesso de uma avaliação de desempenho está intimamente relacionado com as competências dos avaliadores, já que precisam estar preparados para analisar o desempenho de cada pessoa que está submetida a um teste de avaliação. Se os avaliadores não tiverem entendimento dos propósitos, conceitos e problemas da avaliação, não conseguirão obter sucesso nos resultados, mesmo tendo sido escolhido o melhor método avaliativo e, conseqüentemente, isso afetará nos objetivos futuros, como detectar os obstáculos presentes nas atividades do dia a dia dos funcionários, o que levaria em uma melhoria no potencial deles na organização.
Os avaliadores para conseguirem aplicar os testes de forma correta precisam passar por treinamentos específicos e obrigatórios, de acordo com os procedimentos e critérios necessários do Sistema de Avaliação de Desempenho (SAD). Além dessa responsabilidade, os avaliadores precisam definir os objetivos dos seus funcionários de acordo com os objetivos fixados pela organização, avaliando cada um de acordo com um período estabelecido, assegurar que o SAD esteja de acordo com as regras legais e nos termos do procedimento interno da empresa, contribuir para a harmonização e equilíbrio do sistema de avaliação, que estimule o avaliado e ponderar as expectativas dos avaliados na identificação das respectivas necessidades de desenvolvimento.
Avaliadores de desempenho são as pessoas que, direta ou indiretamente, envolvem-se na prática de detectar diferenças individuais de comportamentos no trabalho. Sendo assim, é necessário que os avaliadores consigam distinguir com neutralidade os comportamentos dos avaliados e para isso, é necessário treinamento e desenvolvimento das habilidades por parte dos entrevistadores, sendo que os responsáveis por essas avaliações variam de uma organização para outra, de acordo com as regras de cada departamento de Recursos Humanos.
Os avaliadores são escolhidos de acordo com cada empresa podendo ser o supervisor direto ou gerente, ele é escolhido por ter um maior convívio com o avaliado, facilitando apontar os pontos fortes e fracos do individuo; o próprio colaborador, na medida em que o funcionário realiza uma auto-avaliação, por meio de uma ficha de avaliação; a equipe de trabalho ou pares é quando a própria equipe em que o funcionário está inserido faz uma avaliação para definir metas a serem alcançadas; a comissão de avaliação é composta de membros permanentes e membros transitórios, os primeiros verificam a distribuição dos resultados entre as avaliações dos vários setores da organização, porém, não devem interferir no julgamento, só podendo fazê-lo, quando a Política de Recursos Humanos da organização é desrespeitada, já o segundo, são pessoas diretamente ligadas aos avaliados, ou seja, do mesmo setor; os subordinados avaliam o seu superior para verificar se ele está fazendo uma boa gestão das pessoas; o órgão de recursos humanos é quando somente o setor de Recursos Humanos pode realizar as avaliações; e, por fim, a avaliação 360º é feita com todas as pessoas que possuem um vinculo com o avaliado, sendo assim mais detalhada.

## Métodos de avaliação de desempenho

### Métodos tradicionais
Existem vários sistemas, ou métodos, de avaliação de desempenho. Os métodos mais tradicionais de avaliação de desempenho são:
A. Escalas gráficas de classificaçãoÉ o método mais utilizado nas empresas. Avalia o desempenho por meio de indicadores antecipadamente definidos, graduados através da descrição de desempenho numa variação de ruim a excepcional. Para cada graduação pode haver exemplos de comportamentos esperados para facilitar a observação da existência ou não do indicador. Permite a elaboração de gráficos que facilitarão a avaliação e acompanhamento do desempenho histórico do avaliado.
B. Escolha e distribuição forçadaConsiste na avaliação dos indivíduos através de frases descritivas de determinado tipo de desempenho em relação às tarefas que lhe foram atribuídas, entre as quais o avaliador é forçado a escolher a mais adequada para descrever os comportamentos do avaliado. Este método busca minimizar a subjetividade do processo de avaliação de desempenho.
C. Pesquisa de campoBaseado na realização de reuniões entre um especialista em avaliação de desempenho da área de Recursos Humanos com cada líder, para avaliação do desempenho de cada um dos subordinados, levantando-se os motivos de tal desempenho por meio de análise de fatos e situações. Este método permite um diagnóstico padronizado do desempenho, minimizando a subjetividade da avaliação. Ainda possibilita o planejamento, conjuntamente com o líder, do desenvolvimento profissional de cada um.
D. Incidentes críticosEnfoca as atitudes que representam desempenhos altamente positivos (sucesso), que devem ser realçados e estimulados, ou altamente negativos (fracassos), que devem ser corrigidos através de orientação constante. O método não se preocupa em avaliar as situações normais. No entanto, para haver sucesso na utilização desse método, é necessário o registro constante dos fatos para que estes não passem despercebidos.
E. Comparação de paresTambém conhecida como comparação binária, faz uma comparação entre o desempenho de dois colaboradores ou entre o desempenho de um colaborador e sua equipe, podendo fazer o uso de fatores para isso. É um processo muito simples e pouco eficiente, mas que se torna muito difícil de ser realizado quanto maior for o número de pessoas avaliadas.
F. AutoavaliaçãoÉ a avaliação feita pelo próprio avaliado com relação a sua performance. O ideal é que esse sistema seja utilizado conjuntamente a outros sistemas para minimizar o forte viés e falta de sinceridade que podem ocorrer.
G. Relatório de performanceTambém chamada de avaliação por escrito ou avaliação da experiência,,, trata-se de uma descrição mais livre acerca das características do avaliado, seus pontos fortes, fracos, potencialidades e dimensões de comportamento, entre outros aspectos. Sua desvantagem está na dificuldade de se combinar ou comparar as classificações atribuídas e por isso exige a suplementação de um outro método, mais formal.
H. Avaliação por resultadosÉ um método de avaliação baseado na comparação entre os resultados previstos e realizados. É um método prático, mas que depende somente do ponto de vista do supervisor a respeito do desempenho avaliado.
I. Avaliação por objetivosBaseia-se numa avaliação do alcance de objetivos específicos, mensuráveis, alinhados aos objetivos organizacionais e negociados previamente entre cada colaborador e seu superior. É importante ressaltar que durante a avaliação não devem ser levados em consideração aspectos que não estavam previstos nos objetivos, ou não tivessem sido comunicados ao colaborador. E ainda, deve-se permitir ao colaborador sua auto-avaliação para discussão com seu gestor.
J. Padrões de desempenhoTambém chamado de padrões de trabalho é quando há estabelecimento de metas somente por parte da organização, mas que devem ser comunicadas às pessoas que serão avaliadas.
K. Frases descritivasTrata-se de uma avaliação através de comportamentos descritos como ideais ou negativos. Assim, assinala-se “sim” quando o comportamento do colaborador corresponde ao comportamento descrito como ideal, e “não” quando não corresponde. É diferente do método da Escolha e distribuição forçada no sentido da não obrigatoriedade na escolha das frases.

### Métodos recentes
Uma mudança marcante nos métodos de avaliação é a passagem do avaliado como ser passivo para ser agente. Além disso, a introdução do conceito de competência, compreendido como “o conjunto de conhecimentos, habilidades e atitudes do indivíduo” levou à criação de novas formas de avaliar as pessoas em uma organização:
A. Avaliação 360 grausTendo em conta que neste método a avaliação é feita de forma circular o avaliado recebe  retornos de todas as pessoas com quem ele tem relação, também chamados de .  Assim, participam na avaliação os seus pares, superior imediato, subordinados, clientes, fornecedores, ou seja, a maioria das pessoas que interagem com o avaliado, numa abrangência de 360°.
B. Avaliação de competênciasTrata-se da identificação de competências conceituais conhecimento teórico, técnicas habilidades e interpessoais atitudes necessárias para que determinado desempenho seja obtido.
C. Avaliação de competências e resultadosÉ a conjugação das avaliações de competências e resultados, ou seja, é a verificação da existência ou não das competências necessárias de acordo com o desempenho apresentado.
D. Avaliação de potencialCom ênfase no desempenho futuro, identifica as potencialidades do avaliado que facilitarão o desenvolvimento de tarefas e atividades que lhe serão atribuídas. Possibilita a identificação de talentos que estejam trabalhando aquém de suas capacidades, fornecendo base para a recolocação dessas pessoas.

## Retroação e Feedback
Retroação é o retorno que se dá sobre o desempenho para cada pessoa ou grupo. Deve ser vista como uma troca de informações para avaliar os resultados e dificuldades em conjunto, mantendo sempre as pessoas informadas a respeito de seu trabalho. O feedback pode ser positivo ou negativo, dirigidos a pessoas ou grupos, fornecendo a  possibilidade de uma auto-avaliação.

### Regras
- Não deixar um funcionário muito tempo sem feedback;

- Focar no desempenho, não na personalidade;

- Fazer um balanço positivo e outro negativo;

- Tratar um ponto de cada vez;

- Não prometer o que não puder cumprir; e

- Ter compromisso,

## Falhas no processo de avaliação de desempenho
Os erros de avaliação ocorrem na maioria dos casos em virtude de julgamentos equivocados realizados pelo avaliador, o que pode ser observado quando o desempenho real do avaliado é divergente do que é retratado nas observações. Portanto, estes erros devem ser evitados para que não haja falta de motivação, de desempenho e de produtividade.
Existem diversos tipos de erros, os mais comuns cometidos pelo avaliador são:

### Efeito Halo
O avaliador pontua diversos aspectos no desempenho baseado em uma "impressão" global sobre o avaliado em detrimento de uma avaliação focada no comportamento e no desempenho na organização; um exemplo é a influência da "primeira impressão" ou o julgamento pela imagem física. Assim, o efeito Halo é um julgamento superficial e resumitivo com bases em resultados gerais e impressões gerais por parte do avaliador.

### Erro por recenticidade
O avaliador se atém apenas aos últimos acontecimentos da avaliação, tendendo a valorizar ou desvalorizar ações observadas próximas ao fim da avaliação, esquecendo-se de partes importantes, as quais possam ter ocorrido anteriormente.

### Erro por preconceito social
O avaliador julga o avaliado por este ser diferente de seus preceitos, como cor da pele, religião, sexualidade, etc..

### Erro por tendência ao centro
O avaliador não admite uma nota muito alta para o avaliado, para não assumir responsabilidades. Contudo, não admite uma nota muito baixa por medo que o avaliado seja prejudicado.

### Erro de contraste
O avaliador compara a ultima avaliação com a anterior. Desta forma, se o anterior obtiver uma pontuação muito alta o ultimo será prejudicado,do contrário será beneficiado.

### Favoritismo
O avaliador privilegia algum avaliado em detrimento de parentesco, amizade, influencia, interesse, etc..

### Efeito semelhança
O avaliador tende a valorizar o avaliado, pois se identifica com determinada característica ou comportamento do mesmo. Portanto, o avaliador deve ser neutro e enfatizar outros pontos que serão importantes para o trabalho ser realizado.

### Fuga ao conflito
O avaliador sobrevaloriza os níveis reais de desempenho do avaliado, por medo de que este tenha reações negativas posteriormente.
Contudo, as falhas na AD também podem ocorrer em virtude de erros na construção do sistema de avaliação. Os principais erros referentes a construção do Sistema de AD são: 
- Não consideração da singularidade das situações: Alguns sistemas de avaliação utilizam os mesmos padrões para avaliar pessoas que estão em cargos e situações diferentes, podendo gerar resultados insatisfatórios.[3]

- Uso de padrões definidos com base passado: Algumas organizações consideram o desempenho passado, o que pode gerar resultados irrelevantes, pois mudanças externas e internas ocorrem a todo momento, e portanto a avaliação de desempenho deve ter foco no momento e no futuro.[3]

- Pretensão de atender simultaneamente a muitos objetivos: Quanto maior o numero de objetivos maiores serão as chances de ineficácia do sistema, visto que a aplicação dos critérios se tornará mais difícil.[3]

## Ferramentas
Existe algumas ferramenta que auxiliam na avaliação e no acompanhamento  dos participantes ao longo de sua trajetória na empresa. Essas ferramentas não muito comuns onde o número de colaboradores seja grande.
Usar uma ferramenta possibilita uma grande velocidade na apuração dos resultados e facilidade em realizar a avaliação propriamente dita, já que o colaborador pode realizar no momento que desejar e em qualquer lugar, uma vez que a ferramenta seja web.

Uma exemplo dessas ferramentas são o TMiner Flex, Sistema nazajon e SAP. 